# ديوان عاليه العرفي
ديوان عاليه العرفي محكمة عسكرية خاصة أنشأها العثمانيون في أوائل القرن العشرين لمحاكمة المعارضين من العرب.
إثر وصوله إلى سوريا سنة 1914، أنشأ جمال باشا الديوان العرفي في في عاليه في جبل لبنان برئاسة الأميرالاي (زعيم/عميد) تحسين باشا لمحاكمة المتهمين بالقضايا السياسية. كانت الإعدامات التي نجمت عن هذا الديوان القشة التي قصمت ظهر البعير فأثارت حفيظة العرب وشجعتهم على الثورة ضد العثمانيين وعلى الالتحاق بصفوف الثورة العربية الكبرى.

## بنية الديوان
وكان الديوان يتألف من هيئتين:
- هيئة تحقيق يرأسها ضابط اسمه صلاح الدين
- هيئة قضاة يرأسها قائمقام (عقيد) اسمه شكري بك.

ولم يك هذا الديوان يسير على سنن المحاكم العرفية التي يطلق عليها هذا الاسم في البلاد المتمدنة، وإنما كان يصدر أحكامه وفاقاً لمشيئة جمال باشا. وكان أعضاؤه يكتفون في الغالب بدرس نفسية القادم وأخلاقه وأطواره، فإذا تبينوا أنه من الأذكياء الذين يُخشى جانبهم أشاروا إلى ذلك بجانب اسمه، فيأمر الباشا بإعدامه للتخلص منه. ومعنى ذلك أن الكفاءة وعدمها كانت القاعدة الأساسية في إصدار الأحكام بالنسبة لأكثر المتهمين. ومعظم الذين نجوا من قبضة الديوان العرفي هم من الذين تظاهروا بالبله أو أنكروا نسبتهم العربية، أو قدموا هدايا ثمينة لرجال التحقيق فشهدوا ببلاهتهم واستعملوا وسائط أخرى للخلاص من شر الديوان المذكور.
وقد اعترف شكري بك نفسه رئيس الديوان العرفي بعد انفضاض الديوان «أن الحكم في القضية الكبرى عدل أربع مرات بأمر من جمال باشا، فكان في كل مرة يُخرج أناساً من قائمة المعدمين ويدخل غيرهم. وفي 5 أيار، أي قبل الإعدام بيوم واحد فقط، اتخذ القرار شكله النهائي، وأرسل للتنفيذ».
ورغم وسائل التعذيب والإرهاق وشتى الوعود التي كان يغمر بها الاتحاديون شباب العرب لحملهم على الاعتراف بما يعرفون، فإنهم لم يوفقوا إلى ذلك، فإن عبد الكريم الخليل لم ينطق بكلمة، وفعل عمر حمد مثله، أما عبد الغني العريسي فقد أفضى إلى جمال ببعض المعلومات (كانت الصحافة العربية قد نشرتها سابقاً) التي استند إليها جمال باشا في إيضاحاته، وكذلك فعل رفيق رزق سلوم وسيف الدين الخطيب، ولكن ما أفضوا به يختلف الكثيرون في تقديره وأهميته، والمعلوم أن ما أفضوا به لا يزيد عن معلومات شائعة عن جمعيتي اللامركزية والإصلاح، كانت تلوكها الألسن ولا تدين أحداً. فالتحقيق في الدورين قام على أوراق اللامركزية، وهذه وقعت في أيدي جمال باشا بسبب تفريط حقي العظم في مراسلاته وتحاريره، وإغراقه في ذلك إغراقاً لم يكن له ما يبرره.
ومما يؤيد هذا الاستنتاج أن التحقيق لم يجر حول "جمعية العربية الفتاة"، مع أن بين الذين أُعدموا كثيرين من رجالها، والذين ورد ذكرهم في أقوال العريسي وغيره هم من الذين لا تنالهم طائلة العقاب كالسيد رشيد رضا ورفيق بك العظم وخليل زينية وغيرهم من المبعدين.
أما أوراق «جمعية العربية الفتاة» فقد كانت في عهدة محمد المحمصاني، وظلت مدفونة في ضريح أحد الأولياء في بيروت قرب البسطة. حتى ذهبت إحدى سيدات آل حيدر إلى منزل آل المحمصاني فاتفقت مع إحدى سيداتهن وذهبن معاً إلى مقام الولي واستخرجن الأوراق ومزقنها.
والواقع أن سياسة جمال باشا لم تكن ترمي إلى التحقيق البريء الخالص العادل، وإنما كان غرضها القضاء على فئة من متنوري الشباب العرب، وإعدامهم. وإذا كان انتصار الترك في الدردنيل قد عجل في إعدام الرعيل الأول، فإن انتصار كوت العمارة عجل في إعدام المجموعة الثانية، ودفع إلى ضرب العرب الضربة الكبرى، فقتل رجالهم وشرد عائلاتهم إلى الأناضول.
وفيما يلي قسم مما كتبه بهذه المناسبة علي فؤاد باشا في كتابه «كيف غزونا مصر: الجزء الخامس من السلسلة»:
.
ويقول جمال باشا في مذكراته ما يلي:
.